# 海爾森林 (佛羅里達州)
海爾森林（英語：Haile Plantation）是位於美國佛羅里達州阿拉楚阿縣的一個非建制地區。該地的面積和人口皆未知。

## 地理
海爾森林的座標為29°36′32″N 82°26′47″W / 29.60889°N 82.44639°W，而該地的平均海拔高度為26米（即85英尺）。